# 六国集团 (欧洲联盟)

六国集团成员国位置示意图

G6或六国集团是欧洲联盟中一个六个欧洲联盟成员国（德国、法国、英国、意大利、西班牙、波兰）组成的内政部长级别非正式集团。六国集团成员国有着欧盟内最多的人口，因此拥有欧洲联盟理事会中多数欧洲联盟理事会投票权。六国集团成立于2003年，当时仅为五国集团（G5），主要处理外來移民、恐怖主义和法律与秩序议题。在2006年，波兰加入了集团，使之成为六国集团（G6）。
| G6     | G6          | G6                   | G6                   | G6           |
| 国家   | 人口        | 欧洲联盟理事会投票权 | 欧洲联盟理事会投票权 | 备注         |
| ------ | ----------- | -------------------- | -------------------- | ------------ |
| 德国   | 83,314,906  | 29                   | 8.4%                 |              |
| 法国   | 65,027,000  | 29                   | 8.4%                 |              |
| 英国   | 63,182,000  | 29                   | 8.4%                 |              |
| 意大利 | 60,000,068  | 29                   | 8.4%                 |              |
| 西班牙 | 47,016,894  | 27                   | 7.8%                 |              |
| 波兰   | 38,116,000  | 27                   | 7.8%                 | 在2006年加入 |
| 总计   | 348,658,527 | 170                  | 49.3%                |              |

在欧盟三支柱之下，刑事方面的警察和司法合作之涉及权利多数为政府间的，此乃欧洲联盟委员会无独家立法权的一处欧洲联盟政策领域。在其它政策领域，欧洲联盟委员会通常可以在国家自己制造平衡，但在上述领域，六国集团对委员会有重大影响力。
2004年欧洲联盟扩大冲淡德法關係之后，尼古拉·萨科齐号召六国集团领导欧盟。六国集团缺乏透明度和问责制度长期以来受到一些人物的批评，英國上議院的一份报告所表现的批评是其中显著一例。